# Резолюция Совета Безопасности ООН 822

Кельбаджарский район на карте Азербайджана. Светло-красным цветом обозначена часть района, лежащая в пределах Нагорного Карабаха, тёмно-красным — вне его.

Резолюция № 822. Первая резолюция Совета Безопасности ООН с начала армяно-азербайджанского конфликта. Была единогласно принята Советом Безопасности ООН 30 апреля 1993 года на 3205-м заседании, в разгар военных действий в Нагорном Карабахе. Азербайджанской и армянской сторонами не был выполнен ни один из пунктов резолюции. Кроме того основную ответственность за невыполнение указаний резолюции, по словам Владимира Казимирова, несет на себе Азербайджан, который, в отличие от армянской стороны, уклонялся от главного и первоочередного требования резолюции — незамедлительного прекращения боевых действий. Сегодня, выборочная и тенденциозная интерпретация ссылок на резолюции Совета Безопасности ООН по Карабаху занимают особое место в пропаганде Азербайджана.

## Текст Резолюции
Совет Безопасности,

ссылаясь на заявления, сделанные Председателем Совета Безопасности 29 января1 и 6 апреля² 1993 года, о нагорно-карабахском конфликте,

принимая к сведению доклад Генерального секретаря от 14 апреля 1993 года³,

выражая серьёзную обеспокоенность в связи с ухудшением отношений между Республикой Армения и Азербайджанской Республикой,

с беспокойством отмечая эскалацию вооруженных военных действий, и в частности последнее вторжение местных армянских сил в Кельбаджарский район Азербайджана,

будучи обеспокоен тем, что эта ситуация угрожает миру и безопасности в регионе,

выражая серьёзную обеспокоенность в связи с перемещением большого числа гражданских лиц и чрезвычайной гуманитарной ситуацией в регионе, в частности в Кельбаджарском районе,

вновь подтверждая уважение суверенитета и территориальной целостности всех государств в регионе,

вновь подтверждая также нерушимость международных границ и недопустимость применения силы для приобретения территории,

заявляя о своей поддержке мирного процесса, осуществляемого в рамках Совещания по безопасности и сотрудничеству в Европе, и будучи глубоко обеспокоен разрушительными последствиями, которые может иметь для этого процесса эскалация вооруженных военных действий,

1. требует немедленного прекращения всех военных действий и враждебных актов в целях установления прочного прекращения огня, а также немедленного вывода всех оккупирующих сил из Кельбаджарского района и других недавно оккупированных районов Азербайджана;

2. настоятельно призывает заинтересованные стороны немедленно возобновить переговоры в целях разрешения конфликта в рамках мирного процесса Минской группы Совещания по безопасности и сотрудничеству в Европе и воздерживаться от любых действий, которые затруднят мирное решение проблемы;

3. призывает обеспечить беспрепятственное осуществление международной деятельности по оказанию гуманитарной помощи в регионе, в частности во всех районах, затронутых конфликтом, с тем чтобы облегчить страдания гражданского населения, и вновь подтверждает, что все стороны обязаны соблюдать принципы и нормы международного гуманитарного права;

4. просит Генерального секретаря в консультации с действующим Председателем Совещания по безопасности и сотрудничеству в Европе, а также Председателем Минской группы провести оценку ситуации в регионе, в частности в Кельбаджарском районе Азербайджана, и представить Совету дальнейший доклад;

5. постановляет продолжать активно заниматься этим вопросом.

Принята единогласно на 3205-м заседании.

1. S/25199.

2. S/25539.

3. Официальные отчеты Совета Безопасности, сорок восьмой год, Дополнение за апрель, май и июнь 1993 года, документ S/25600.

## Голосование
Голосовали за: Бразилия, Кабо-Верде, Китай, Джибути, Франция, Венгрия, Япония, Марокко, Новая Зеландия, Пакистан, Российская Федерация, Испания, Соединенное Королевство Великобритании и Северной Ирландии, Соединенные Штаты Америки, Венесуэла. 

ПРЕДСЕДАТЕЛЬ (говорит по-английски): За проект резолюции подано 15 голосов. Таким образом, данный проект резолюции принимается единогласно в качестве резолюции 822 (1993).